# ミシェル・サッソン
ミシェル・サッソン（Michel Sasson、1935年5月18日 - 2013年3月26日）は、エジプト出身の指揮者。
アレクサンドリアの生まれ。
幼少期からヴァイオリンを学び、8歳でカイロ交響楽団とメンデルスゾーンのヴァイオリン協奏曲を演奏したという。
パリ音楽院でナディア・ブーランジェらに学び、一等賞を得て卒業後、1959年から1980年までボストン交響楽団に第二ヴァイオリンの奏者として在籍した。
1965年にニュートン市管弦楽団の創立指揮者となった後、1975年から1980年までボストン・バレエ団の音楽監督を務めた。
1994年からはイスタンブール国立歌劇場の音楽総監督を歴任。
ブルックラインの病院にて没。